# 370 до н. е.
370 рік до н.е. — рік юліанського календаря. До середньовіччя, коли був введений принцип Anno Domini, мав назву «384 Ab urbe condita».

## Народились
- Марк Валерій Корв — давньоримський патрицій;
- Теофраст — давньогрецький філософ, учень Платона, друг і послідовник Арістотеля;
- Александр I Епірський — цар Епіру, дядько Александра Македонського;
- Каліпп Кізікський — давньогрецький астроном і математик;
- Кратер — діадох, ватажок піших тілоохоронців у війську Александра Македонського;
- Евдем Родоський — давньогрецький філософ, учень Арістотеля;
- Спітамен — согдійський воєначальник, керівник повстання в Согдіані та Бактрії проти Александра Македонського у 329 році до н. е.;
- Антісфен — давньогрецький філософ, засновник школи кініків;

## Померли
- Демокріт — давньогрецький філософ-матеріаліст, засновник атомістичної гіпотези пояснення світу;
- Гіппократ  — давньогрецький лікар;
- Ясон Ферський  — правитель Фессалії;